# 기하학적 위상수학

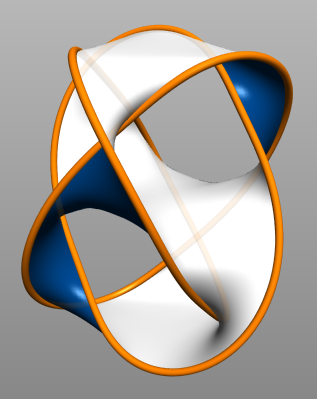
보로메오 고리(Borromean ring)들로 둘러싸인 자이페르트 곡면(Seifert surface)

기하학적 위상수학(geometric topology)이란, 다면체와 그것들 간의 함수, 특히 다면체에서 다면체로의 수학적 매장을 연구하는 수학의 한 분야이다.